# Pauronota
Pauronota is een geslacht van vlinders van de familie sikkelmotten (Oecophoridae), uit de onderfamilie Oecophorinae.

## Soorten
- P. lasioprepes (Lower, 1915)
- P. thermaloma Lower, 1901